# 長門勇
長門 勇（ながと いさむ、1932年（昭和7年）1月1日 - 2013年（平成25年）6月4日）は、日本の俳優、声優。本名：平賀 湧（ひらが いさむ）。三木プロダクション所属。岡山県倉敷市出身。

## 来歴・人物
倉敷で平賀盛光の子として生まれる。岡山県立倉敷商業高等学校を中退後、自動車修理工場などを転々とし、芝居をやりたくて終戦から間もない1948年、旅回り一座の高尾光子劇団に入団する。
翌年上京。浅草の浅草小劇場（浅草ショー劇場、後の浅草美人座）を振り出しに、ロック座やフランス座などでコメディアンとして活動し、黎明期のテレビ界に進出。浅草フランス座3代目座長を務める。1958年にフランス座を退座した後は、伊藤事務所を経て、1962年には西岡プロの発足を受けそれに参加。
のほほんとした親しみやすいキャラクターが印象的で、軽演劇の舞台で腕を磨いた器用さで時代劇から現代劇までカバーした。特に、ひょうきんで人懐こい、うだつの上がらない人物を装い、いざという時に凄腕を発揮する、といった役どころを得意としていた。
『三匹の侍』（フジテレビ系）での桜京十郎役が当たって以降、時代劇では槍の使い手を数多く演じた。『スチャラカ社員』（TBS系）では、流行語にもなった「おえりゃあせんのう」などの岡山弁のフレーズを用いたキャラクターで人気を得たほか、『横溝正史シリーズ』（TBS系）では、古谷一行演じる金田一耕助とコンビを組む日和警部役でコメディーリリーフぶりを発揮した。
2011年に軽い脳梗塞を患った後も、芸能活動を続けていた。しかし、2013年5月頃体調を崩し、神奈川県内の病院に入院し加療を続けていたが、6月4日、老衰のため死去した。81歳没。かつては妻と一緒に生活していたが、最期は親戚に看取られながら息を引き取ったと報じられた。2012年3月16日にゲスト出演したTBSラジオ『大沢悠里のゆうゆうワイド』が公への最後の出演となった。

### 五社英雄に見いだされる
長門は浅草のロック座でストリップの合間にコントを演じるコメディアンをしながら、役者として下積み生活を送っていた。だが、10年が経ち、30歳になろうとしているのに全く浅草から抜け出せない状況に、心が折れかかっていた。共に下積み暮らしをしていた喜劇人たちは、渥美清のようにスターになっていくか、あるいは挫折して廃業していくかで、気がつけば自分だけが取り残されていた。だからといって、少年時代に家出同然で岡山の実家を飛び出した身には、帰る場所は無かった。テレビ局に自分を売り込もうとするも門前払い。このままでは先がないと考え、結婚を機会に一度は浅草を離れようと考えたが、他に仕事は無かった。妻の目をごまかすため、仕事に行くふりをしてパチンコ屋に行くこともあった。あまりの惨めさに、隅田公園にたたずんで途方に暮れる毎日だった。
1963年、長門は芸術座公演『見せられい手帖』に客演することになった。ほとんど客の入らない惨憺たる動員に終わったが、その客席にフジテレビディレクターの五社英雄がいた。当時、五社は足しげく劇場に通い、新たな才能を探していた。五社は長門の芝居に魅入られる。だが当初は芝居の中身に惹かれたわけではなかった。
不入りが過ぎると気抜けする役者は少なくない。ところが、長門は全く手を抜かずに熱演を続けた。その熱意に惹かれたのだった。五社は劇場に通いつめ、結局同じ芝居を3度観ることになる。そして、気づく。長門が日に日にうまくなっていることに。「こりぁ、たいした役者だ」と感心した五社は、自分が手掛ける『三匹の侍』の三匹目の大役に長門を起用する決心を固めた。

## 親族
妻は元舞台女優の麻耶あけみ。俳優の須藤健は妻の伯父。妻との出会いはロック座の仲間であったことだが、麻耶が花嫁修業のために退団したことで交友は途絶えたものの、フランス座に移籍して1年ほどたった頃に、麻耶が芝居の世界に戻り、フランス座に入ったことで交際にいたり、1957年に結婚した。

## 主な出演

### テレビドラマ
- デン助劇場（1959年、NET）
- ぼくらのチャンピオン（CX）
  - 横綱若乃花（1959年）
  - 矢尾板貞雄（1959年）
- 雑草の歌 第90話「鐘の音は消えない」（1959年、KR）
- 晴れ姿お笑いデン助（1960年、NET）
- お役者文七 花の絵姿（1960年、CX）
- お笑い節ドラ（CX）
  - 梅見の奴（1960年）
  - たなばた無宿（1960年）
  - 敗戦の恋（1960年）
- 水道完備ガス見込（1960年 - 1963年、NET）
- 珍商売往来（CX）
  - 僕はスタンド・イン（1960年 - 1962年）
  - ただいま昼休み（1962年 - 1963年）
- お役者文七 ねやのおしどり（1960年、CX）
- スタジオ怪事件（1960年、NET）
- スチャラカ社員（1961年、ABC）
- 笑えば天国（1961年 - 1966年、CX）
- ドキュメンタリードラマ / 指名手配 第93話「鉄火場」（1961年、NET）
- シャープ火曜劇場（CX）
  - 母なき子（1961年）
  - うちのかあさん（1962年）
- てなもんやシリーズ（ABC）
  - てなもんや三度笠（1962年）
  - てなもんや一本槍（1968年 - 1969年） - 武田信玄 役
  - てなもんや二刀流（1970年） - 丸橋忠弥 役
- ミステリーベスト21（NET）
  - 事件の成立（1962年）
  - これが法律だ（1962年）
- 特別機動捜査隊（NET / 東映テレビプロダクション）
  - 第56話「指名手配の男」（1962年）
  - 第81話「過去の影」（1963年）
- 大河ドラマ（NHK） 
  - 花の生涯（1963年） - 甚六 役
  - 春の坂道（1971年） - 弥さ（村田弥三） 役
  - 風と雲と虹と（1976年） - 平良兼 役
  - 武蔵 MUSASHI（2003年） - 奥蔵院日観 役
- 夫の居ぬ間 「花嫁はお金持ち」（1963年、CX）
- 文芸劇場 / 直木賞受賞作シリーズ 総会屋錦城（1963年、NHK）
- 東京・赤坂・六本木（1963年 - 1964年、NET）
- オノコばっかり（1963年 - 1964年、CX）
- まりっぺ捕物帖（1963年 - 1964年、CX）
- 三匹の侍（1963年 - 1969年、CX） - 桜京十郎 役
- いかすぜ珍商売（1963年 - 1966年、CX）
- 日産スター劇場（NTV）
  - 色男はつらい物語（1964年）
  - 男ならやってみな（1964年）
  - かあちゃんは本日休業（1967年）
- 雲をつかむ男（1964年、KTV）
- 一千万人の劇場 白野弁十郎（1964年、CX） - 白野弁十郎 役
- 明星女性劇場 / 霧の中（1964年、NET）
- 夢に生きる男（1964年、CX）
- ああ大根部隊（1965年、TBS）
- おかあさん 第287話「幕間の訪問者」（1965年、TBS）
- 青雲五人の男（1966年、NTV）
- 夫婦百景 第374話「コンプレックス亭主」（1966年、NTV）
- ドタンチ親子（1967年、ABC）
- 愛妻くんこんばんは 第1話「ミニスカートと警官」（1967年、TBS / 日活）
- みんな世のため（NET）
- 道頓堀（1968年 - 1969年、YTV）
- 日本剣客伝 第3話「上泉伊勢守」（1968年、NET） - 上泉伊勢守 役
- さむらい（1968年 - 1969年、NET / 東映）
- あゝ忠臣蔵 第1-3、7、14-16、23、24、31、38話（1969年、KTV / 東映） - 俵星玄蕃 役
- 花のお江戸のすごい奴 第7話（1969年、CX / 東映・新国劇）
- 女殺し屋 花笠お竜 第1-10、12、14、15話（1969年、12ch / 国際放映） - 赤牛九郎太 役
- 夫よ男よ強くなれ 第9話「問答無用よ!!」（1969年、NET）
- テキは幾万ありとても（1970年、MBS）
- 新三匹の侍（1970年、CX / 松竹）  - 桜京十郎 役
- 金曜劇場 / 大将（1970年 - 1971年、NTV）  - 野呂内大太郎 役
- 徳川おんな絵巻（CX / 東映） - 鷹取左太夫 役
  - 第44話「復讐の牝豹」（1971年）
  - 第45話「姿なき殺人」（1971年）
- 千葉周作 剣道まっしぐら 第41話「百両剣法思い知れ！」（1971年、TBS）- 唐木幻山
- 24時間の男（1972年、TBS / 大映テレビ）
- 江戸巷談 花の日本橋（1972年、KTV / 東映） - 栃面屋弥次郎兵衛 役
  - 第19話「弥次喜多 女難の巻」
  - 第20話「幽霊道中」
- 黒帯風雲録 柔（1972年、NTV / ユニオン映画）
- 城下町110番（1972年、MBS）
- さすらいの狼 第18話「酔いどれ侍」（1972年、NET / 東映）
- 紫頭巾事件帖 第21話「芋侍罷り通る」（1972年、12ch / 松竹） - 猫田彦左衛門 役
- 眠狂四郎 第9話「異人の剣が吠える」（1972年、KTV / 東映）
- 隼人が来る 第13話「酔いどれ二刀流」（1973年、CX / 東映） - 磯田軍兵衛 役
- 旅人異三郎 第8話「いろは草紙が赤く染まった」（1973年、12ch / 三船プロ）  - 寅五郎 役
- 子連れ狼 第1部 第19話「半畳壱畳弐合半」（1973年、NTV） - 刺野左近 役
- トリプル捜査線（1973年、CX）
- 水滸伝（1973年、NTV / 国際放映） - 魯智深 役
- 狼・無頼控（1973年 - 1974年、MBS / 映像京都） - 玄庵 役
- 少年ドラマシリーズ 夕ばえ作戦（1974年、NHK）
- 天下のおやじ（1974年、NTV）
- 浪花二人節（1974年、NHK）
- ご存じ金さん捕物帳 第3話「あらくれ一代」（1974年、NET / 東映）　※橋幸夫版
- 編笠十兵衛 第20話「士魂」（1975年、CX / 東映） - 俵星玄蕃 役
- 太陽にほえろ! 第141話「無実の叫び」・第142話「真実はどこに?」（1975年、NTV / 東宝） - 小谷正一警部 役
- 水戸黄門（TBS / C.A.L）
  - 第6部 第15話「丁半花むしろ・倉敷」（1975年7月7日） - 長吉 役
  - 第15部 第21話「意地で守った名人芸・鳥取」（1985年6月17日） - 長兵衛 役
  - 第16部 第28話「娘を救った偽黄門・弘前」（1986年11月3日） - 佐平 役
  - 第19部 第24話「縁結び頑固比べ・善光寺」（1990年3月12日） - 幸右ヱ門 役
  - 第20部 第4話「偽黄門は正義の味方・島田」（1990年11月19日） - 紋兵衛 役
  - 第24部 第23話「親子で競う山中塗り・大聖寺」（1996年2月26日） - 半兵衛 役
  - 第27部第10話「父子つないだ献上箔椀・浄法寺」（1999年5月24日） - 六兵衛 役
  - 第28部 第13話「哀しきゴマスリ出世道・桑名」（2000年6月5日） - 雨宮軍兵衛 役
- けんか安兵衛 第17話「待ったなし」（1975年、KTV / 東映） - 山口天童 役
- 世界史漫遊（NHK）
  - ハナの二枚目 シラノ・ド・ベルジュラック（1975年） - シラノ・ド・ベルジュラック
  - レディーファースト事始め（1975年） - サー・ウォーター・ローリー
- Gメン'75（TBS / 東映）
  - 第9話「ニセ関屋警部補」（1975年） - 城南署刑事・犬飼 役
  - 第83話「師走 - スリも走る刑事も走る」（1976年） - 元スリ・小堀軍治 役
  - 第150話「刑事の家を壊す男たち」（1978年） - 元刑事・沢井 役
  - 第181話「宮の森交番21時の出来事」（1978年） - 城北署刑事・武居 役
  - 第295話「午前6時の通り魔」（1981年） - 警視庁城西署長・土屋和正 役
  - 第297話「ラッシュアワーに動く指」（1981年） - 警視庁城西署長・土屋和正 役
- 徳川三国志（1975年、NET / 東映） - 笠井孫兵衛 役
- 宮本武蔵 第22話「雪姫無残」（1975年、KTV / 歌舞伎座テレビ） - 真田幸村 役
- 影同心II 第6話「正体みたり枯尾花」（1975年、MBS / 東映） - 犬飼茂十郎 役
- 遠山の金さん 第43話「江戸と浪花の風来坊」（1976年、NET / 東映）-清十郎 役※杉良太郎版
- 火曜日のあいつ　第17話「悲恋!トラック一座また会う日まで」（1976年、TBS・東宝）-旅芝居の座長、中村菊右衛門
- 駆けろ!八百八町 第1話「十手仇討ち」（1977年、NET / 東映） - 大垣隼人 役※特別出演
- 伝七捕物帳 第133話「強虫嬶に弱虫亭主」（1977年、NTV / ユニオン映画） - 弥八 役
- 丼池太閤記（1977年、NHK）
- 新・二人の事件簿 暁に駆ける! 第28話「足長おじさんは殺人者」（1977年、ABC）
- 桃太郎侍（NTV / 東映）
  - 第29話「ふるさとは遠かった」（1977年） - 野狐の七兵ヱ 役
  - 第110話「惚れて笑って喧嘩して」（1978年） - 雲福亭茶楽 役
  - 第140話「男涙のおけさ節」（1979年） - 暗闇坂の五郎蔵 役
  - 第210話「悲願! 仲人百組目」（1980年） - 三河屋亀吉 役
- 横溝正史シリーズ（1977年、MBS） - 日和警部 役
  - 本陣殺人事件
  - 三つ首塔
  - 悪魔が来りて笛を吹く
  - 悪魔の手毬唄
- 達磨大助事件帳 第2話「お父う!!」（1977年、ANB / 前進座 / 国際放映） - 松吉 役
- 破れ奉行 第32話「さすらいの異人花」（1977年、ANB / 中村プロダクション） - 尾形新兵衛 役
- 横溝正史シリーズII（1978年、MBS） - 日和警部 役
  - 八つ墓村
  - 真珠郎
  - 仮面舞踏会
  - 不死蝶
  - 夜歩く
  - 女王蜂
  - 黒猫亭事件
  - 仮面劇場
  - 迷路荘の惨劇
- 暴れん坊将軍（ANB・東映） 
  - 吉宗評判記 暴れん坊将軍
    - 第26話「朝寝朝酒で出世した男」（1978年） - 酒田善右衛門 役
    - 第41話「切腹！酒呑み代官」（1978年） - 酒田善右衛門 役
    - 第48話「極楽風呂に地獄を見た」（1979年） - 酒田善右衛門 役
    - 第101話「八百万石を担ぐ男」（1980年） - 又助 役
    - 第140話「天下御免のあばれ槍」（1980年） - 笠井杢兵衛 役
    - 第156話「子連れじょんがら無念流」（1981年） - 錣勘兵衛 役

  - 暴れん坊将軍II
    - 第54話「恐れ多くも婿殿は上様!」（1984年） - 矢沢伊兵衛 役
    - 第79話「花の江戸城 つまみ食い天国!」（1984年） - 蜂屋源左衛門 役
    - 第129話「男の約束!紀州の海鳴り」（1985年） - 湯浅源左衛門 役
    - 第150話「吉宗危うし、消えた御神刀!」（1986年） - 大沢虎右衛門 役
    - 第173話「謀叛人の娘」（1986年） - 三宅又左衛門 役

  - 暴れん坊将軍III
    - 第47話「激震!なまず武士の怒り」（1989年） - 藤木玄馬 役
    - 第86話「隠密、二十年目に帰る」（1989年） - 蔀十三郎 役

  - 暴れん坊将軍IV
    - 第2話「いざ成敗!天下を狙う大泥棒」（1991年） - 吉兵衛 役
    - スペシャル「隠された壱千万両 家康の埋蔵金を追え!」（1992年） - 吾平 役

  - 暴れん坊将軍VI
    - 第20話「無法許さぬあさり剣法」（1995年） - 中井惣兵衛 役
    - 第38話「名探偵! 新井白石」（1995年） - 新井白石 役
- 西遊記 第16話「独角大王・結婚行進曲」（1979年、NTV / 国際放映） - 独角大王 役
- 半七捕物帳（1979年、ANB / 歌舞伎座テレビ）　※尾上菊五郎版
- 天山先生本日も多忙（1979年、ANB）
- 赤穂浪士（1979年、ANB / 東映） - 蜘蛛の陣十郎 役　※萬屋錦之介版
- 必殺仕事人 第72話「念じ技偽説法ざんげ斬り」（1979年、ABC） - 材木問屋・甲州屋米吉 役
- 探偵物語 第3話「危険を買う男」（1979年、NTV / 東映）
- 連続テレビ小説（NHK）
  - 鮎のうた（1980年）
  - 春よ、来い 第52、55、57-60、64-67、73、74話（1994年） - 水川道太 役
- 長七郎天下ご免! （ANB / 東映）第11話「泣き笑いにせ者人生」（1980年） - 柴田弥五郎 役
- 斬り捨て御免! 1-3（1980年 - 1982年、TX / 歌舞伎座テレビ） - 関大助 役
- 服部半蔵 影の軍団 第6話「夜霧の港に消えた女」（1980年、KTV / 東映） - 坂井孫市 役
- 鬼平犯科帳 第1シリーズ 第5話「谷中いろは茶屋」（1980年、ANB / 東宝） - 墓火の秀五郎 役　※萬屋錦之介版
- 徳川の女たち 第3部「哀惜 母ひとり」第9話（1980年、CX / 東映） - 医師・長作 役
- 旅がらす事件帖 第7話「嵐の中の用心棒」（1980年、KTV） - 高輪大膳 役
- 傑作推理劇場 / 陳舜臣の神獣の爪（1980年、ANB / 三船プロ）
- 二百三高地 愛は死にますか（1981年、TBS / 東映） - 高橋是清 役
- 夢千代日記 第1、3-5話（1981年、NHK） - 山本倉次郎 役
- 続夢千代日記 第1-4話（1982年、NHK） - 山本倉次郎 役
- 幻之介世直し帖（1981年 - 1982年、NTV / 国際放映） - 神崎唐十郎 役
- 影の軍団II（1981年 - 1982年、KTV / 東映） - 吾平 役
- 柳生十兵衛あばれ旅（1982年 - 1983年、ANB / 東映） - 柳生家家臣・鏑木太郎兵衛 役
- 特捜最前線（ANB / 東映）
  - 第281話「一人だけの暴走族!」（1982年） - 松前の父 役
  - 第469話「連続放火事件・待ちつづけた女!」（1986年） - 竜野雄一警部 役
- 源九郎旅日記 葵の暴れん坊 第28話「怒れ! いごっそう土佐鯨」（1982年、ANB / 東映） - 笹森権之助 役
- 大奥 第12話「見ざる言わざる聞かざる」（1983年、CX / 東映） - 甚平 役
- 東芝日曜劇場 第1387回「西陣 一条もどり橋」（1983年、MBS）
- 土曜ワイド劇場（ANB）
  - 抱かれた男の謎 六年前の殺人事件 橋は死の匂い（1983年、国際放映）
  - 血液型殺人事件 霧の那須高原 襲われた女探偵（1985年、東映）
  - 針の誘い 幼児が消えた 金か恨みか?（1986年、大映テレビ）
  - 赤いネックレスの女 すりかわった美しい女の死体（1987年）
- ザ・サスペンス（TBS）
  - フルムーン殺人旅行（1983年、エヌ・エー・シー）
  - 回転ドアの女 女の歓びを失った私 18才の夜が怖い!（1984年、近藤照男プロダクション）
- 虹を越えて 大西先生と3年A組（1983年、CX）
- 火曜サスペンス劇場（NTV）
  - 狂った信号（1984年）
  - 産婦人科病院から消えた女（1987年）
  - 小さな証言者 パパが殺された! あの子は嘘つき少女?（1989年）
- 遠山の金さん 第1シリーズ 第135話「お父上! おゆきの愛は死にました!」（1985年、ANB / 東映）　※高橋英樹版
- サーティーン・ボーイ（1985年、TBS / ヴァンフィル）
- 私鉄沿線97分署 第80話「ロマン万歳! 少年探偵団!!」（1986年、ANB / 国際放映） - 寺崎 役
- 12時間超ワイドドラマ 風雲江戸城 怒涛の将軍徳川家光（1987年、TX / 東映） - 左甚五郎 役
- 月曜ドラマランド / キョンシーズ 最新版!霊幻道士、今よみがえる魔界伝説!（1987年、CX）
- 木曜ゴールデンドラマ / 復讐の歌がきこえる（1987年、YTV）
- 花王名人劇場 / 裸の大将放浪記 第24話「清のどさんこ母恋道中」（1987年、KTV / 東阪企画）
- 若大将天下ご免! 第32話「互い違いの父子鷹!」（1987年、ANB / 東映） - 木村孫兵衛 役
- 土曜ドラマスペシャル / 六千万円抱かされた女（1989年、TBS / G・カンパニー）
- 右門捕物帖 血染めの矢 江戸〜長崎、黄金強奪連続殺人に十手が挑む（1989年、ANB） - 村上敬四郎 役
- 八百八町夢日記 第1シリーズ 第23話「海が匂う客」（1990年、NTV / ユニオン映画） - 浪平 役
- 土曜ドラマ / 恋愛模様（1990年、NHK） - 長柄雄一 役
- 名奉行 遠山の金さん 第3シリーズ 第16話「逆玉の輿を狙った男」（1990年、ANB / 東映） - 熊五郎 役
- 腕におぼえあり3 第4、8、10話（1993年、NHK） - 坂部六佐衛門 役
- 好きやねん父ちゃん！3（1995年、TBS / カノックス）
- あばれ医者嵐山（1995年、TX / ユニオン映画） - 覚兵衛 役
- しきじきょうしつ（1996年、YTV / 読売映画社）
- 南町奉行事件帖 怒れ!求馬II 第4話「女将と泥棒 味な対決」（1999年、TBS / C.A.L） - 五斎 役
- 蔵の宿 第2、11、33、37、38話（2000年、CBC） - 蔵岡才治郎 役
- ドラマ30 / ひとりじゃないの（2001年、MBS）
- 名探偵キャサリンvs十津川警部 京友禅の謎〜華の密室殺人事件〜（2006年、TBS） - 京友禅絵師・浅川万葉 役
- 逃亡者 おりん 第3話「哀しみの乙女恋唄」（2006年、TX / C.A.L） - 元御庭番・藤七 役
- 金曜プレステージ / 外科医 鳩村周五郎 闇のカルテV（2009年、CX） - 結城徳次郎 役

### 映画
- 太陽、海を染めるとき（1961年） - ライス 役
- 東京パトロール　終列車の少年（1961年） - 根岸巡査 役
- 大森林に向かって立つ（1961年） - 坂主 役
- 大学かぞえうた　先輩・後輩（1962年） - 佐々進 役
- サラリーマン物語　新入社員第一課（1962年） - 高山秘書課長 役
- メキシコ無宿（1962年） - あんこう 役
- 男と男の生きる街（1962年） - 神津 役
- 東京オリンピック音頭　恋愛特ダネ合戦（1963年） - 弁藤 役
- あの人はいま（1963年） - 大橋 役
- 歌くらべ満月城（1963年） - タヌ吉 役
- 虹をつかむ踊子（1963年） - 司会者 役
- 続・ニッポン珍商売（1963年） - 税務署長 役
- 腰抜けガン・ファイター（1963年） - 徳 役
- 続道場破り　問答無用（1964年） - 田宮大炊介高央 役
- こちら婦人科（1964年） - 赤金金次郎 役
- 道場破り（1964年） - 三沢伊兵衛 役
- 忍法破り 必殺（1964年） - 斎藤孫兵衛 役
- 駆逐艦雪風（1964年） - 木田勇太郎 役
- おかあさんのばか（1964年） - 長田先生 役
- 三匹の侍（1964年） - 桜京十郎 役
- モンローのような女（1964年） - 新庄 役
- いも侍・蟹右衛門（1964年） - 淡島蟹右衛門 役
- 馬鹿まるだし（1964年） - 日之出巡査 役
- にっぽんぱらだいす（1964年）
- あんま太平記（1965年） - 大和進 役
- いも侍・抜打ち御免（1965年） - 淡島蟹右衛門 役
- 殴り込み侍（1965年） - 淡島蟹右衛門 役
- 昨日のあいつ今日のおれ（1965年） - 山田 役
- 喜劇 大親分（1965年） - 花島一平 役
- おゝ猛妻（1965年） - 貝塚勇太 役
- 侠勇の花道 ドス(1966年） - 梅林哲郎 役
- スチャラカ社員（1966年） - 都田物産部長 役
- 涙の連絡船（1966年） - 後藤勇治 役
- そっくり大逆転（1967年） - 岡部庄助 役
- 佐々木小次郎（1967年） - 盗賊島兵衛 役
- 悪名一代（1967年） - 二代目シルクハット 役
- 若親分千両肌（1967年） - 弁天斎辰丸 役
- 若社長大奮戦（1967年） - 玄海和尚 役
- わが闘争（1968年） - 年寄りの運転手 役
- 裏切りの暗黒街（1968年） - 内川 役
- ひとり狼（1968年） - 上松の孫八 役
- 女賭博師みだれ壷（1968年） - 友造 役
- 喜劇 競馬必勝法 大穴勝負（1968年） - 大和田泰造 役
- 二匹の用心棒（1968年） - 箱田の森介 役
- めくらのお市物語 真赤な流れ鳥（1969年） - 浮田重兵衛 役
- 必殺 博奕打ち（1969年） - 井手庄七 役
- 用人棒兇状旅（1969年） - 白根の庄八 役
- 傷害恐喝 前科十三犯（1969年） - 北川哲 役
- 女左膳 濡れ燕片手斬り（1969年） - 蒲生泰軒 役
- 喧嘩博徒 地獄の花道（1969年） - 山高帽の辰 役
- 与太郎戦記 女は幾万ありとても（1970年） - 浅井班長 役
- 血染の代紋（1970年） - 大将 役
- 縁結び旅行（1970年） - 井上 役
- 関東テキヤ一家 喧嘩仁義（1970年） - 花井清蔵 役
- 関東幹部会（1971年） - 神尾周三 役
- 藤圭子 わが歌のある限り（1971年） - 松平国二郎 役
- 喜劇 おめでたい奴（1971年） - 先輩 役
- 冒険者たち（1975年） - ケンの父 役
- 三億円をつかまえろ（1975年） - 野島 役
- 夜明けの旗 松本治一郎伝（1976年） - 下田半三郎 役
- トラック野郎・男一匹桃次郎（1977年、東映） - 教官・鬼塚 役
- 白昼の死角（1979年） - 稲垣専務 役
- 戒厳令の夜（1980年） - 谷沢康キチ 役
- 悪女かまきり（1983年、東映） - 小林六助 役
- いとしのラハイナ（1983年） - チンさん 役
- せんせい（1983年） - 田島勇作 役
- 男はつらいよ 口笛を吹く寅次郎（1983年） - 大阪屋 役
- トロピカルミステリー 青春共和国（1984年） - 三神信夫 役
- 刑事物語 くろしおの詩（1985年） - 獣医 役
- ビッグマグナム 黒岩先生（1985年） - 堤省吾 役
- 塀の中のプレイ・ボール（1987年） - 大野浩 役
- 勝利者たち（1992年） - 草壁甚平 役
- ソクラテス（1996年） - 玄 役
- かっ鳶五郎（1997年） - 三吉 役
- 死に花（2004年） - 先山六兵衛 役
- サンクチュアリ（2006年）

### 舞台
- 極楽島物語

### テレビアニメ
- 鉄腕アトム (アニメ第1作)（1963年-1966年、フジテレビ）
- ドラ猫大将 ディブル・ダブル
- ヘッケルとジャッケル ヘッケル

### バラエティー番組
- ゲーム ホントにホント?（NHK総合）
- 風を感じる旅・トロッコ列車で行こう（NHK総合）

### ラジオ
- 連続ラジオ小説 / 悪魔の手毬唄（1976年、NHKラジオ第一放送） - 磯川常次郎警部 役
- わが人生に乾杯! （NHKラジオ第一放送）

### CM
- 川口技研 - 商品パッケージに長門のイラストが使用されている。
  - 敷居スベリ、スベラーズ
  - OKアミド
  - マドミラン
- 辻本店
  - 御前酒 - ※昭和40年代後半のローカルCM。山陽放送のみのO.Aだが、「『御前酒』飲まにゃあ、ええ酒じゃ」のフレーズが知られている。
- いのうえエヴァホール - ※1990年代から2000年代中期頃まで流されていたローカルCM。岡山県南部エリアで展開する綜合葬祭式場。「愛すればこの街この人いのうえエヴァホール」がフレーズ。
- 東洋水産
  - マルちゃんラーメン
- 生研
  - 薬用ラジホープ(「我が家のホープ ラジホープ」)